# Fluorodopa (18F)
La fluorodopa (18F), ou 18FDOPA, est une forme fluorée de la L-DOPA produite sous la forme de son isotopologue au fluor 18 comme radiotraceur en tomographie par émission de positrons. Elle est administrée par injection intraveineuse. L'effet indésirable le plus fréquent est une douleur au niveau du point d'injection.
Elle est utilisée en TEP pour visualiser les terminaisons nerveuses dopaminergiques du striatum pour l'évaluation d'une suspicion de syndrome parkinsonien. Elle a été approuvée par la FDA en octobre 2019 pour cet usage.